# Irma Rapuzzi
Irma Rapuzzi (* 12. April 1910 in Cadolive, Region Provence-Alpes-Côte d’Azur; † 3. April 2018 in Marseille) war eine französische Politikerin. Sie war von 1955 bis 1989 Mitglied des Conseil de la République und des daraus hervorgegangenen Senats.

## Leben und politische Laufbahn
Rapuzzi war die Tochter eines Bergarbeiters und stieg nach Abschluss ihres Studiums in den Lehrerberuf ein. Sie engagierte sich daneben in Gewerkschaften und trat vor Beginn des Zweiten Weltkriegs der sozialistischen Partei SFIO bei. 1947 zog sie in den Stadtrat von Marseille ein und wurde dritte Stellvertreterin des Bürgermeisters Gaston Defferre. 1955 wurde sie in den Conseil de la République gewählt. Sie wurde vier weitere Male wiedergewählt – ab 1959 rekonstituierte sich der bisherige Conseil de la République als Senat –, ehe sie 1989 nicht erneut antrat. Neben einer langjährigen Mitgliedschaft in der Finanzkommission, die sich mit einigen Unterbrechungen auf ihre gesamte Amtszeit ausdehnte, war sie von 1977 bis 1980 in der Kommission für Gesetze vertreten. Sie setzte sich für eine Ausweitung der Dezentralisierung ein, während sie sich sozialpolitisch besonders mit den Belangen junger Menschen und von Senioren befasste. Mit 34 Jahren Zugehörigkeit zum Senat war sie die am längsten dort vertretene Frau.
Auf lokaler Ebene zog Rapuzzi 1967 in den Generalrat des Départements Bouches-du-Rhône ein und stieg 1971 zur ersten stellvertretenden Bürgermeisterin von Marseille auf. Dem Generalrat gehörte sie bis 1985 an. Am 14. Juli 1991 wurde sie im Rang eines Ritters in die Ehrenlegion aufgenommen. Sie galt während ihrer politischen Karriere als enge Verbündete von Marseilles Bürgermeister Gaston Defferre und war auch für dessen Haushaltsplanung verantwortlich. Rapuzzi feierte 2010 ihren 100. Geburtstag und wurde von Senator Jean-Noël Guérini als wichtige Persönlichkeit der Nachkriegsgeschichte von Marseille gewürdigt.